# Spiro Dine
Spiro Dine (nevének ejtése spiɾɔ dinɛ; Vithkuq, 1844 – ?, 1922. április 12.) egyiptomi albán folklorista, költő.

## Életútja és munkássága
Dine Vithkuqban született, a közeli Korçában nevelkedett és Trebickában járta ki iskoláit. 1866-ban Egyiptomba emigrált, Sibín-el-Kómban telepedett le. Csakhamar barátságot kötött az egy évvel korábban az országba érkezett Thimi Mitkóval. Mitko mellé szegődve a helyi albánok körében együtt gyűjtöttek népköltészeti alkotásokat, közmondásokat és népszokásokat, majd Dine közreműködött Mitko népdal- és népmesegyűjteményének feldolgozásában is.
Egyiptomból csodálattal követte a Frashëri fivérek (Abdyl, Naim és Sami) Konstantinápolyban kifejtett hazafias tevékenységét, megszervezte az általuk megalakított Albán Irodalmat Kiadó Társaság (Shoqëria e të Shtypurit Shkronja Shqip) egyiptomi fiókszervezetét. Kora albán irodalmárjai közül levelezésben állt Jeronim de Radával, később pedig személyes kapcsolatban volt Fan Nolival.
1908-ban Szófiában jelent meg monumentális albán népköltészeti és szépirodalmi antológiája Valët e detit (’A tenger hullámai’) címen, amely a maga 856 oldalával korának legterjedelmesebb albán nyelvű kiadványa volt. A kötetben az albán népköltészet számos műfaja képviseltette magát, a történeti énekek, hősénekek, szerelmi, szokás- és gúnydalok mellett a mondák, népmesék, proverbiumok és személynevek impozáns tárháza, emellett kortársai és saját hazafias verseinek is helyet szorított a könyvben.